# Lomé
Lomé este capitala republicii togoleze. Este situat în partea sudică a țării, pe malul Golfului Guineei. Este cel mai important port și centru economic al țării (industria prelucrării petrolului, export de cafea, cacao, copra și mieji de palmier). Așezarea a fost fondată în secolul al 18-lea de către populația Ewe.